# Marcin Niewirowicz
Marcin Niewirowicz (ur. 31 grudnia 1985 w Słubicach) – polski poeta.
Dwukrotnie nominowany do Nagrody Głównej Ogólnopolskiego Konkursu Poetyckiego im. Jacka Bierezina (XX edycja w 2014 oraz XXII edycja w 2016 – wyróżnienie za projekt książki dociekania strefy). Laureat wyróżnienia w XIV Ogólnopolskim Konkursie Literackim im. Artura Fryza 2018 na najlepszy poetycki debiut książkowy roku 2017 za tom dociekania strefy. Publikował m.in. w Arteriach, Dwutygodniku, Nowej Orgii Myśli, Odrze, Poezji Dzisiaj, Ruchu Muzycznym, Kulturze Liberalnej i Zeszytach Literackich. Pracuje w Bibliotece Narodowej. Zajmuje się również fotografią. Jest m.in. autorem zdjęcia na okładce książki Nathalie Sarraute Tropizmy w tłumaczeniu Szymona Żuchowskiego (Biuro Literackie, Stronie Śląskie–Wrocław 2016). Mieszka w Warszawie.

## Poezja
- Dociekania strefy (Wydawnictwo Nisza, Warszawa 2017)[5]
- Wszystkie ptaszki, które miałem w garści (Wydawnictwo Nisza, Warszawa 2020)[6]

## Udział w antologiach
- To Coventry by Sun. Poems From Twin Cities, red. J. Commane, Nine Arches Press, 2021
- Dezorientacje. Antologia polskiej literatury queer, red. A. Amente, T. Kaliściak, B. Warkocki, wyd. II, 2021
- Wakacje od istnienia? Czternastodniówka literacka, red. T. Bąk, M. Domagalski, M. Kacprzak, 2020
- Strefa wolna. Wiersze przeciwko nienawiści i homofobii, red. O. Betcher, Outside the Box, 2019